# Paulius Golubickas
Paulius Golubickas (ur. 19 sierpnia 1999 w Ignalinie) – litewski piłkarz występujący na pozycji ofensywnego pomocnika w klubie Radomiak Radom oraz reprezentacji Litwy.

## Sukcesy

### Klubowe
Sūduva Mariampol
- Mistrzostwo Litwy: 2019
- Zdobywca Pucharu Litwy: 2019
- Zdobywca Superpucharu Litwy: 2019

### Indywidualne
- Młodzieżowy piłkarz miesiąca A Lygi: marzec 2019, maj 2019
- Młodzieżowy piłkarz roku A Lygi: 2019